# Филатов, Владимир Павлович
Влади́мир Па́влович Фила́тов (15 июня 1910, Залазна, Вятская губерния — 29 марта 1973, Серов, Свердловская область) — советский хозяйственный деятель. В 1950—1963 годах — директор Серовского металлургического завода имени А. К. Серова. Герой Социалистического Труда (1958). Лауреат Сталинской премии 1-й степени (1943).

## Биография
Родился 15 июня 1910 года в селе Залазна Глазовского уезда Вятской губернии (ныне — Омутнинский район Кировской области) в семье рабочего. Русский. С 8 лет воспитывался в семье двоюродного брата, жившего в рабочем посёлке Надеждинске. Окончил среднюю школу № 17 и школу фабрично-заводского ученичества. Трудовую деятельность начал в 1928 году подручным сталевара на Надеждинском металлургическом заводе.
В 1929 году Владимир Павлович поступил в Надеждинский металлургический техникум, который окончил с отличием в 1932 году. Вместе с дипломом В. П. Филатов получил предложение стать директором техникума. Но его педагогическая деятельность продолжалась недолго. Скоро Владимира Павловича призвали в армию. Отслужив срочную службу, он вернулся на металлургический завод и устроился в мартеновский цех. Работал начальником смены, затем заместителем начальника цеха. В конце 30-х годов XX века завод осваивал производство новых марок стали. Именно в этот период молодого и талантливого металлурга заметил начальник центральной заводской лаборатории И. Г. Арзамасцев и привлёк Владимира Павловича к исследовательской работе, которая обогатила его новыми знаниями, сформировала творческий подход к делу.
Великая Отечественная война внесла серьёзные коррективы в работу металлургического комплекса Урала. В первые месяцы войны большая часть металлургических заводов европейской части СССР, имевшие технологические возможности по производству легированных сталей, была либо разрушена, либо оказалась в руках врага, а оборонная промышленность остро нуждалась в металле для производства танков, самолётов, артиллерийских орудий. Задача производства специальных сталей для военных нужд была возложена правительством страны на металлургов Урала. Сложность состояла в том, что к началу 40-х годов XX века выплавка легированных сталей осуществлялась исключительно в электроагрегатах, а уральские заводы, специализировавшиеся на выпуске углеродистых сталей, были оборудованы мартеновскими печами. До войны в мире предпринимались попытки легирования стали другими способами, но все они закончились безрезультатно. Теперь аналогичная задача была поставлена перед уральскими сталеварами.
В начале декабря 1941 года Металлургический завод имени А. К. Серова получил государственное задание в кратчайшие сроки разработать технологию выплавки легированной стали для производства коленчатых валов для авиационной промышленности. За реализацию задачи взялись лучшие специалисты завода, в том числе заместитель начальника мартеновского цеха В. П. Филатов. В течение нескольких дней металлурги завода подвели теоретическую базу под методику получения легированной вольфрамом стали в основной мартеновской печи. 6 декабря 1941 года Владимир Павлович лично провёл опытную плавку и получил высококачественную сталь с требуемыми свойствами. В дальнейшем он активно участвовал в разработке и внедрении новых технологий выплавки в мартеновских печах качественных и высококачественных сталей, легированных ванадием, молибденом, никелем, титаном, хромом и другими добавками, а также организовал производство шарикоподшипниковой стали в кислой мартеновской печи. В 1943 году за выдающиеся изобретения и коренные усовершенствования методов производственной работы группе серовских металлургов, в том числе и В. П. Филатову, постановлением Совета народных комиссаров СССР была присуждена Сталинская премия 1-й степени. Часть премии в размере 7000 рублей Владимир Павлович перечислил в фонд обороны.
В начале 1944 года В. П. Филатова перевели в Свердловский обком КПСС. Работая в должности заместителя начальника отдела чёрной металлургии, Владимир Павлович в течение шести лет курировал работу металлургических предприятий Свердловской области.
15 декабря 1949 года скоропостижно скончался директор Серовского металлургического завода М. Х. Лукашенко, и в начале 1950 года В. П. Филатов вновь возвращается в Серов уже в качестве директора предприятия.
Выдав по итогам 1945 года 300 тысяч тонн стали, Серовский металлургический завод достиг предельно возможных объёмов производства, а восстанавливающейся после войны стране был остро необходим металл. Дальнейшее увеличение производственных мощностей предприятия было невозможно без его коренной реконструкции и модернизации. Едва заступив на должность директора завода, В. П. Филатов на одном из первых совещаний поставил перед специалистами предприятия задачу по поиску путей увеличения производства продукции. В результате совместных усилий был разработан комплексный план реконструкции мартеновского цеха завода. Начиная с 1950 года выводимые на капитальный ремонт мартеновские печи модернизировались с учётом новейших разработок. Рабочий объём всех восьми печей был существенно увеличен, в результате чего суммарная площадь пода увеличилась с 268 до 340 квадратных метров. Своды печей стали выкладывать из хромомагнезитовых огнеупоров, что позволило увеличить срок эксплуатации печей. Сами печи оснащались автоматикой, были конструктивно улучшены головки печей.
С начала 1950-х годов в мартеновском цехе была внедрена технология скоростных плавок, в результате чего съём стали с квадратного метра пода был увеличен с 3,2 до 5,7 тонны. Средний вес плавки увеличился с 83 до 126 тонн, а масса разливаемых слитков возросла с 3 до 5 тонн. Если продолжительность плавки в 1946 году составляла в среднем 14 часов 18 минут, то к 1955 году этот показатель составил 12 часов 2 минуты. Под руководством В. П. Филатова в мартеновском цехе начала работать установка вакуумной обработки стали и был внедрён разработанный мастером Г. И. Барышниковым метод скоростной наварки подин.
В 1958 году при непосредственном участии Владимира Павловича был разработан и внедрён способ сжигания сернистого мазута в мартеновских печах. В результате проведённых мероприятий мартеновский цех к 1958 году нарастил объём производства стали более чем вдвое, а после выхода на расчётную мощность в 1962 году в цеху было выплавлено 872 тысячи тонн металла. В 1958 году указом Президиума Верховного Совета СССР директору Серовского металлургического завода имени А. К. Серова было присвоено звание Героя Социалистического Труда.
Владимир Павлович оставался на посту директора завода до 1963 года. К этом времени он полностью завершил реконструкцию мартеновского цеха и довёл его производительность до максимального уровня. В цехе была организована разливка стали в составы, а также коренным образом реконструированы цеховые подъездные пути.
Являясь руководителем крупного металлургического предприятия В. П. Филатов успевал выполнять и большую общественную нагрузку.
С 1951 по 1963 год он был постоянным членом городского комитета КПСС, избирался делегатом XX и XXII съездов Коммунистической партии Советского Союза.
В 1963 году переведен на должность начальника управления чёрной металлургии Среднеуральского совнархоза. Но в новой должности он проработал всего несколько месяцев. Из-за резкого ухудшения здоровья Владимир Павлович вынужден был оставить свой пост.
В том же 1963 году вернулся в Серов. Работал заместителем директора Серовского металлургического завода по капитальному строительству, но в 1971 году из-за проблем со здоровьем вынужден был выйти на пенсию.
Умер 29 марта 1973 года. Похоронен в Серове.

## Награды
- Сталинская премия I степени (1943)
- три ордена Трудового Красного Знамени (1945, 1946, 1954);
- Герой Социалистического Труда (орден Ленина и медаль «Серп и Молот»; 1958);
- медали.